# Spoorlijn Berlijn - Dresden
De spoorlijn Berlijn - Dresden, ook wel Berlin-Dresdner Eisenbahn genoemd, is een Duitse spoorlijn als spoorlijn 6135 Papestraße - Elsterwerda en 6248 Dresden-Friedrichstadt - Elsterwerda onder beheer van DB Netze.

## Geschiedenis
Het traject werd door de Berlin-Dresdener Eisenbahn-Gesellschaft (BDEG) op 17 juni 1875 geopend.
Op 1 oktober 1877 werd de BDEG overgenomen door de Preußischen Staatseisenbahnen
De elektrische S-Bahn, bereikte in 1940 station Rangsdorf. In de jaren dertig werden extra sporen aangelegd om het langafstand en goederenverkeer te scheiden van het voorstadsverkeer. Deze werkzaamheden waren bij het begin van de Tweede Wereldoorlog nog niet afgerond.
Vanaf 1952 werd de Anhalter Bahnhof gesloten en werden langeafstandtreinen uit Oost-Duitsland omgeleid via de Berliner Außenring naar het huidige Ostbahnhof.
Bij de oprichting van de Berlijnse Muur op 13 augustus 1961, werd al het treinverkeer onderbroken tussen Mahlow en Lichtenrade. In West-Berlijn bleef alleen de S-bahndienst tot Lichtenrade over. De nog overgebleven langeafstandssporen ten zuiden van Marienfelde werden gedeeltelijk opgebroken of raakten overwoekerd. Van 1980 tot 1988 reden er geen S-Bahntreinen tussen Marienfelde en Lichtenrade wegens de West-Berlijnse staking/boycot.
Na de val van de Berlijnse Muur in 1989, werd de S-bahn verbinding hersteld tot Blankenfelde op 31 August 1992. Op 27 mei 2006 werd de nieuwe Berlijnse Noord-Zuidverbinding Berlijn Hauptbahnhof - Berlin Südkreuz geopend. Alleen de Anhalter Bahnroute is heropend, maar treinen kunnen de Berlijn - Dresden route bij Blankenfelde bereiken via deze route en de Berliner Außenring. Vanaf 2019 werd ook de oude rechtstreekse route naar Blankenfelde herbouwd.

## Treindiensten

### DB
De Deutsche Bahn verzorgt het personenvervoer op dit traject met EuroCity, InterCity, RE (RE5 en RE7) en RB (RB 31) treinen. (niet op het traject Berlin Priesterweg - Blankenfelde, waar de treinen worden omgeleid)

#### S-Bahn
De S-Bahn, meestal de afkorting voor Stadtschnellbahn, soms ook voor Schnellbahn, is een in Duitsland ontstaan (elektrisch) treinconcept, welke het midden houdt tussen de Regionalbahn en de Stadtbahn. De S-Bahn maakt meestal gebruik van de normale spoorwegen om grote steden te verbinden met andere grote steden of forensengemeenten. De treinen rijden volgens een vaste dienstregeling met een redelijk hoge frequentie.

##### S-Bahn Berlijn
Op dit traject rijdt de volgende S-Bahn:
- S2: Blankenfelde ↔ Bernau: Blankenfelde - Mahlow - Lichtenrade - Schichauweg - Buckower Chausee - Marienfelde - Attilastraße - Priesterweg - Südkreuz - Yorckstraße - Anhalter Bahnhof - Potsdamer Platz - Unter den Linden - Friedrichstraße - Oranienburger Straße - Nordbahnhof - Humboldthain - Gesundbrunnen - Bornholmer Straße - Pankow - Pankow-Heinersdorf - Blankenburg - Karow - Buch - Röntgental - Zepernick - Bernau-Friedenstal - Bernau

## Aansluitingen
In de volgende plaatsen was of is er een aansluiting van de volgende spoorwegmaatschappijen:

### Berlin

#### Berlin Dresdner Bahnhof
Voormalig station van de Berlin-Dresdner Eisenbahn

#### Berlijn Hauptbahnhof
- Berlijnse Noord-Zuid spoorlijn, spoorlijn tussen Abzw Berlijn-Wedding en Berlijn Südkreuz Südende en parallel het deel met spoor 3 en 4 tussen Berlijn Hbf en Berlijn Südkreuz
- Berlin-Hamburger Bahn, spoorlijn tussen Berlin Hamburger Bahnhof en Hamburg Berliner Bahnhof
- Berlin-Lehrter Eisenbahn, spoorlijn tussen Berlijn Lehrter Bahnhof en Lehrte bij Hannover
- Berlin-Stettiner Eisenbahn, spoorlijn tussen Berlin en Szczecin
- Preußische Nordbahn, spoorlijn tussen Berlin en Stralsund
- Anhalter Bahn, spoorlijn tussen Berlin en Halle
- Berliner Stadtbahn, spoorlijn en S-Bahn tussen Berlijn Charlottenburg via Berlijn Hauptbahnhof door het centrum naar Berlijn Ostbahnhof

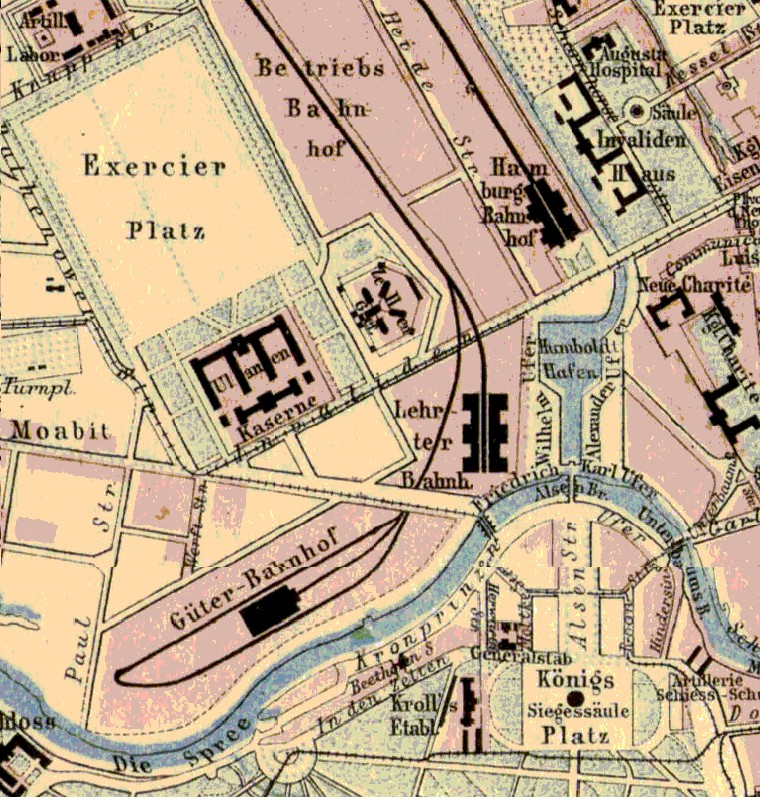
Lehrter Bahnhof en Hamburger Bahnhof

#### Berlin Südkreuz
- Berlin - Halle spoorlijn tussen Berlin en Halle
- Spoorlijn Berlin-Wedding - Berlin Südkreuz tunnelspoorlijn tussen Berlin Hbf en Berlin Südkreuz
- Berliner Ringbahn S-Bahn rond het centrum van Berlin

### Abzw. Glasower Damm
- Berliner Außenring spoorlijn rond Berlijn

### Blankenfelde
- S2 Blankenfelde - Gesundbrunnen - Bernau

### Zossen
- Neukölln-Mittenwalder Eisenbahn spoorlijn tussen Hermannstraße (Groß Rixdorf) en Zossen
- Königlich Preußische Militär-Eisenbahn spoorlijn tussen Berlin (Militär-Bahnhof) en Jüterbog (Militär-Bahnhof)

### Luckau-Uckro
- Dahme-Uckroer Eisenbahn spoorlijn tussen Uckro en Dahme
- Niederlausitzer Eisenbahn spoorlijn tussen Falkenberg (Elster) en Beeskow

### Doberlug-Kirchhain
- Halle - Cottbus spoorlijn tussen Halle en Cottbus

### Elsterwerda
- Węgliniec - Falkenberg/Elster spoorlijn tussen Węgliniec en Falkenberg/Elster
- Zeithain - Elsterwerda spoorlijn tussen Riesa, Zeithain en Elsterwerda

### Großenhain Cottb Bf
- Großenhain - Priestewitz spoorlijn tussen Priestewitz en Großenhain
- Großenhain - Cottbus spoorlijn tussen Großenhain en Cottbus
- Een 1,2 km lang, éénsporig, verbindingslijntje tussen Großenhain Cottbuser Bahnhof en Großenhain Berliner Bahnhof; dit laatste station wordt niet meer voor reizigersverkeer gebruikt.

### Böhla
- Weißig - Böhla, spoorlijn tussen Weißig en Böhla

### Radebeul Abzw.
- Leipzig - Dresden spoorlijn tussen Leipzig en Dresden-Neustadt

### Dresden
Dresden Hbf, Dresden-Friedrichstadt en Dresden-Neustadt
- Leipzig - Dresden-Neustadt, spoorlijn tussen Leipzig en Dresden-Neustadt
- Görlitz - Dresden-Neustadt, spoorlijn tussen Görlitz en Dresden-Neustadt
- Děčín hl. n. - Dresden-Neustadt, spoorlijn tussen Děčín hl. n., Dresden Hbf en Dresden-Neustadt
- Dresden Hbf - Werdau Bogendreieck, spoorlijn tussen Dresden Hbf en Werdau Bogendreieck
- Dresdener havenspoor, spoorlijn naar de haven van Dresden
- Dresdner Verkehrsbetriebe (DVB), tram in en rond de stad Dresden

## Elektrische tractie
De S-Bahn van Berlin maakte gebruik van een stroomrail. Dit net is met een spanning van 800 volt gelijkstroom.
Het traject tussen Berlijn Hauptbahnhof en Berlin Priesterweg en tussen Blankenfelde (Kreis Teltow-Fläming) en Dresden werd geëlektrificeerd met een spanning van 15.000 volt 16 2/3 Hz wisselstroom.